# Inge Westpfahl
Inge Westpfahl, geb. als Ingeborg Zitelmann, ab 1906 Inge von Holtzendorff (* 15. Mai 1896 in Fiesole; † 28. Oktober 1974 in Würzburg) war eine deutsche Dramatikerin.

## Leben
Inge war eine von zwei Töchtern des Schriftstellers Konrad Zitelmann und seiner Frau, der Malerin und Dichterin Hermione von Preuschen. Ihr Vater starb schon 1897; anschließend wuchsen Inge und ihre Schwester in Berlin-Lichtenrade auf, während ihre Mutter viel auf Reisen war. 1906 wurden die beiden Mädchen von der Schwester ihres Vaters Margarethe und deren Ehemann, dem Admiral Henning von Holtzendorff adoptiert. Um 1915 näherte sie sich wieder ihrer Mutter an.
Inge von Holtzendorff schloss sich in Berlin dem Kreis um den Philosophen Constantin Brunner an. Ihm widmete sie ihre ersten Dramen, die sie 1920 veröffentlichte. Als 1921 der Kleist-Preis an Paul Gurk vergeben wurde, erhielt sie eine ehrenvolle Erwähnung, zusammen mit Joachim von der Goltz und Leo Weismantel.
Am 21. Juni 1923 heiratete sie in Hökendorf bei Stettin, dem Zitelmannschen Landhaus und Wohnsitz ihrer Adoptivmutter, den Maler Conrad Westpfahl. Mit der Heirat endete zunächst Inge Westpfahls schriftstellerisches Wirken. 1924 wurde die Tochter Katharina, 1926 der Sohn Konradin († 1994, Physiker) geboren. Der Wohnsitz des Paares wechselte häufig, und sie unternahmen zahlreiche Reisen in den Süden. Eine Zeitlang lebten sie in Paris. Nachdem die Nationalsozialisten 1934 eine Ausstellung von Conrad Westpfahl in Stuttgart geschlossen hatten, wanderte die Familie nach Griechenland aus. Aufgrund der jüdischen Abstammung seiner Mutter befürchtete Conrad Westpfahl weitere Repressalien. Sie lebten in verschiedenen Orten. Hier in Griechenland begann Inge Westphahl wieder zu schreiben. Nikos Kazantzakis übersetzte ihr Werk Semele, das erste Stück ihrer Dionysos-Trilogie, ins Neugriechische.
Bei Beginn des Zweiten Weltkriegs kam die Familie zurück nach Deutschland. Bis 1943 lebten sie in Pöcking, dann in München und später in Unterfranken. Ihre Trilogie konnte 1948 im Piper-Verlag erscheinen; 1952 produzierte der Bayerische Rundfunk Semele als Hörspiel in einer Bearbeitung von Helmut Brennicke mit Musik von Hans Kammeier.

## Werke
- Die Dramen Luzifer. Oesterheld, Berlin 1920.
- Dionysos: Trilogie. Piper, München 1948.
  - daraus Paian, auch in Gestalt und Gedanke: ein Jahrbuch. 1951, S. 189–198.
- Sapphische Strophe. Otto Rohse Presse, Hamburg 1963 (= Druck der Otto-Rohse-Presse, 3)
- Eos und Tithonos. Otto Rohse Presse, Hamburg 1964 (= Druck der Otto-Rohse-Presse, 4)